# جان ریچ (کارگردان)
جان ریچ (انگلیسی: John Rich؛ ۶ ژوئیهٔ ۱۹۲۵ – ۲۹ ژانویهٔ ۲۰۱۲) یک کارگردان و تهیه‌کننده اهل ایالات متحده آمریکا بود. وی بین سال‌های ۱۹۵۱ تا ۲۰۰۹ میلادی فعالیت می‌کرد.
از فیلم‌ها یا مجموعه‌های تلویزیونی که وی در آن‌ها نقش داشته است می‌توان به باد آورده را باد می‌برد اشاره نمود.
وی همچنین برنده جوایزی همچون جایزه امی ساعات پربیننده و جایزه انجمن کارگردانان آمریکا شده است.